# سولومون أووسو
سولومون أووسو (بالنرويجية البوكمول: Solomon Owusu؛ بالإنجليزية: Solomon Owusu) هو لاعب كرة قدم غاني ونرويجي، ولد في 28 أكتوبر 1995 في أوسلو في النرويج. لعب مع نادي أود.

## وصلات خارجية
- سولومون أووسو على موقع اتحاد النرويج (النرويجية)
- سولومون أووسو على موقع قاعدة بيانات كرة القدم.إي يو (الإنجليزية)
- سولومون أووسو على موقع Soccerway.com (الإنجليزية)